# Raymond Gauguier
Pour les articles homonymes, voir Gauguier.
Raymond Gauguier est un chef-opérateur du son français. 

## Filmographie partielle
- 1934 : Trois Balles dans la peau de Roger Lion
- 1936 : L'École des journalistes de Christian-Jaque
- 1938 : Trois dans un moulin de Pierre Weill
- 1941 : Saturnin de Marseille d'Yvan Noé
- 1948 : Trois garçons, une fille de Maurice Labro
- 1949 : L'Héroïque Monsieur Boniface de Maurice Labro
- 1950 : On n'aime qu'une fois de Jean Stelli
  - Un certain monsieur d'Yves Ciampi
  - Le Tampon du capiston de Maurice Labro
  - Banco de prince de Michel Dulud
  - Né de père inconnu de Maurice Cloche
- 1951 : Boniface somnambule de Maurice Labro
  - Coq en pâte de Charles-Félix Tavano
  - Pas de vacances pour Monsieur le Maire de Maurice Labro
- 1952 : Poil de Carotte de Paul Mesnier
- 1953 : Deux de l'escadrille de Maurice Labro
- 1954 : La Belle Otero de Richard Pottier
  - Les Révoltés de Lomanach de Richard Pottier
- 1955 : Les Aristocrates de Denys de La Patellière
- 1956 : Vous pigez ? de Pierre Chevalier
  - Honoré de Marseille de Maurice Régamey
- 1956 : Toute la ville accuse de Claude Boissol
- 1957 : Retour de manivelle de Denys de La Patellière
  - Les Œufs de l'autruche de Denys de La Patellière
- 1958 : Ascenseur pour l'échafaud de Louis Malle
- 1959 : Asphalte d'Hervé Bromberger
  - J'irai cracher sur vos tombes de Michel Gast
- 1960 : Les Distractions de Jacques Dupont
  - L'Ours d'Edmond Séchan
- 1962 : La Poupée de Jacques Baratier
  - Le Bateau d'Émile de Denys de La Patellière
- 1963 : Bébert et l'Omnibus d'Yves Robert
  - Pouic-Pouic de Jean Girault
- 1964 : Lucky Jo de Michel Deville
- 1965 : L'Arme à gauche de Claude Sautet
  - La Communale de Jean L'Hôte
  - Deux heures à tuer d'Yvan Govar
- 1966 : Les malabars sont au parfum de Guy Lefranc
- 1966 : Le Saint prend l'affût de Christian-Jaque
- 1967 : Un idiot à Paris de Serge Korber
  - Le grand bidule de Raoul André
- 1968 : La Louve solitaire, d'Édouard Logereau
- 1970 : L'Amour de Richard Balducci